# Barletta-Andria-Trani megye
Barletta-Andria-Trani a 2009-es helyhatósági választásokat követően szervezett megye Olaszország Puglia régiójában. Foggia és Bari megyék területén lévő községek alkotják. Nevét a három legnagyobb települése után kapta. A megye az Ofanto folyó alsó folyásának vidékén terül el, az Adriai-tenger partján. Székhelyei Barletta, Andria és Trani.

## Fő látnivalók
- természeti látnivalók:
  - Alta Murgia Nemzeti Park
- a világörökség részét képező látnivalók
  - Castel del Monte
- kulturális helyszínek:
  - Andria katedrálisa és óvárosa
  - Barlettában a vár és a kolosszus
  - Canosa di Puglia hipogeumai és római kori romjai
  - Trani katedrálisa és a zsidó negyed

## Községei
Andria, Barletta, Bisceglie, Canosa di Puglia, Margherita di Savoia, Minervino Murge, San Ferdinando di Puglia, Spinazzola, Trani, Trinitapoli